# Metriki, Sandur
Metriki là một làng thuộc tehsil Sandur, huyện Bellary, bang Karnataka, Ấn Độ.